# Open Location Code
L'Open Location Code (OLC) è un sistema di geocodifica per l'identificazione di un'area ovunque sulla Terra. È stato sviluppato presso l'ufficio tecnico di Google di Zurigo, e rilasciato alla fine di ottobre 2014. I codici di posizione aperti vengono anche definiti "plus code" (codici più).
I codici di posizione aperti sono un modo di codificare la posizione in una forma che è più facile da usare rispetto alla visualizzazione delle coordinate nella solita forma di latitudine e longitudine. Sono progettati per essere utilizzati come indirizzi stradali e possono essere particolarmente utili in luoghi in cui non esiste un sistema formale per identificare gli edifici, come i nomi delle strade, i numeri civici e i codici postali.
I codici di posizione aperti sono derivati dalle coordinate di latitudine e longitudine, quindi esistono già ovunque. Sono simili in lunghezza a un numero di telefono (per esempio 849VCWC8 + R9) ma possono essere spesso abbreviati in sole quattro o sei cifre quando sono combinati con una località (CWC8 + R9, Mountain View). Le posizioni vicine tra loro hanno codici simili. Possono essere codificati o decodificati offline. Il set di caratteri evita caratteri simili, per ridurre confusione ed errori, ed evita le vocali per rendere improbabile che un codice componga parole esistenti. L'Open Location Code non tiene conto del maiuscolo e minuscolo, e può quindi essere facilmente scambiato per telefono.
Dall'agosto 2015, Google Maps supporta i codici OLC ("plus code") nel proprio motore di ricerca. L'algoritmo è concesso in licenza con Apache License 2.0. e disponibile su GitHub.
Google afferma che i "plus code" sono accettati come indirizzi postali a Capo Verde e parti di Calcutta.